# ارنی باتلر (بازیکن فوتبال، زاده ۱۹۲۴)
ارنی باتلر (انگلیسی: Ernie Butler؛ زادهٔ ۲۸ اوت ۱۹۲۴) بازیکن فوتبال اهل بریتانیا است.
از باشگاه‌هایی که در آن بازی کرده‌است می‌توان به باشگاه فوتبال ساوتند یونایتد و باشگاه فوتبال دارلینگتون اشاره کرد.